# IV. Hammer

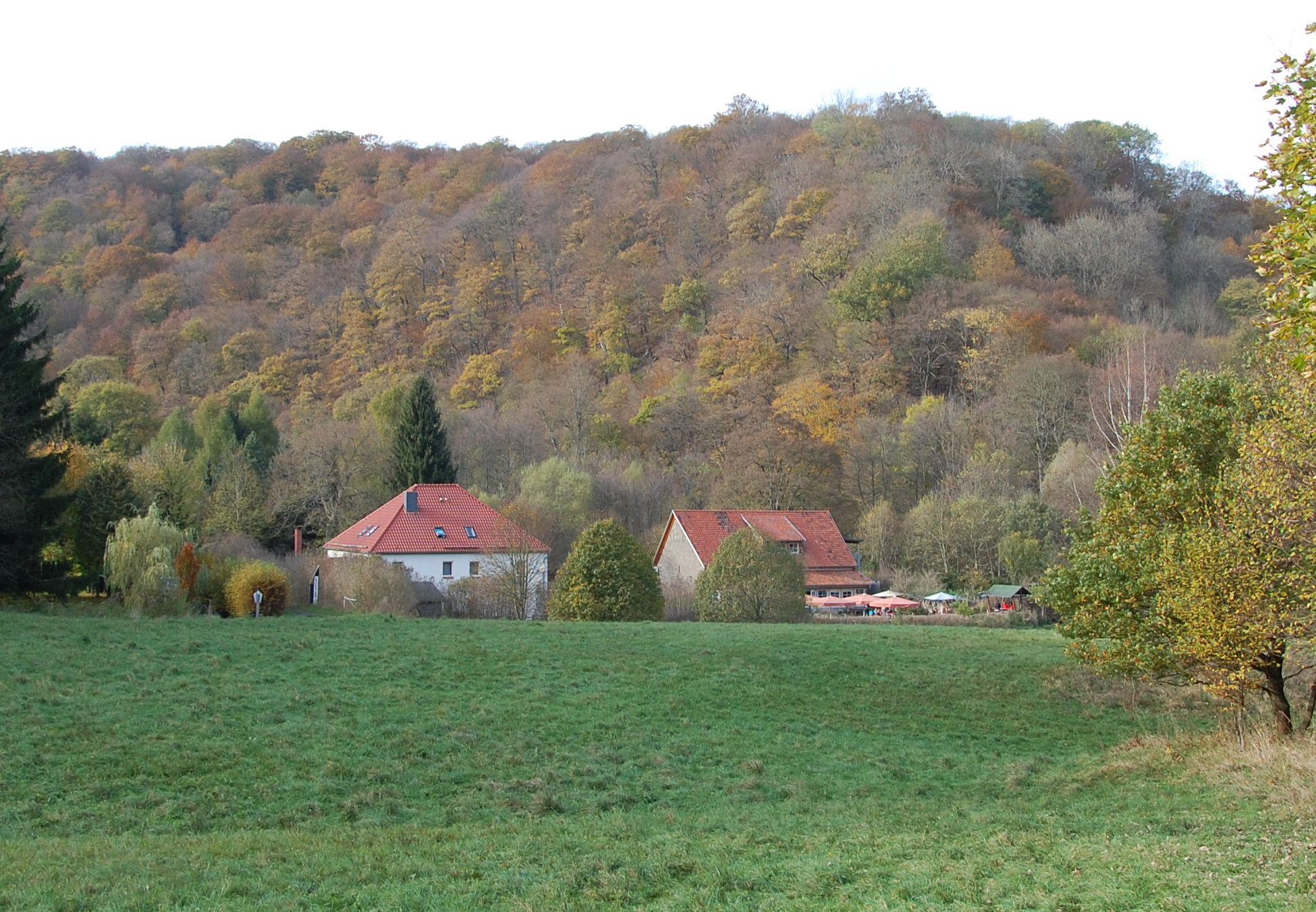
IV. Hammer

IV. Hammer, auch Vierter Hammer oder IV. Friedrichshammer genannt, ist ein Ortsteil von Mägdesprung im Harz, das seinerseits als Ortsteil zur Stadt Harzgerode im sachsen-anhaltischen Landkreis Harz gehört. Darüber hinaus ist es als Hammerwerk im örtlichen Denkmalverzeichnis eingetragen.

## Geographische Lage
IV. Hammer liegt im Selketal im Naturpark Harz. Es befindet sich südlich der Kreisstraße 2363, die von Mägdesprung zur Selkemühle führt, und südlich der jenseits der Straße fließenden Selke auf etwa 250 m ü. NHN.

## Geschichte
Der nur aus wenigen Häusern bestehende Ortsteil, der auch als IV. Friedrichshammer bezeichnet wird, entstand 1786/87 als letztes der vier Hammerwerke entlang der Selke. Der Name Friedrichshammer verweist auf den Begründer der Werke, Fürst Friedrich Albrecht von Anhalt-Bernburg. Der Hammer diente als Frischherd zur Produktion von Stabeisen. In späterer Zeit wurde er als Blechhammer genutzt. Es sind noch mehrere Wohn- und Werkstattbauten erhalten. Am ehemaligen Haus des Hammermeisters befindet sich eine Kunstgusstafel. Das Hammerwerk stand in Zusammenhang mit dem Hüttenwerk Mägdesprung.
Im Jahre 1857 entstand aus heimischen Schieferplatten eine Scheune. Sie wurde 2010 zum vegetarisch/veganen Selketaler Waldgasthof mit Backstube und Zimmervermietung ausgebaut. 
Als Schreibweisen des Ortsnamens sind auch die ausgeschriebenen Formen Vierter Friedrichshammer oder Vierter Hammer gebräuchlich.
Der IV. Friedrichshammer ist als Nr. 179 in das System der Stempelstellen der Harzer Wandernadel einbezogen.